# Peristedion longispatha
Peristedion longispatha és una espècie de peix pertanyent a la família dels peristèdids.

## Descripció
- Fa 15 cm de llargària màxima.[6][7]

## Hàbitat
És un peix marí, batidemersal i d'aigües fondes.

## Distribució geogràfica
Es troba a l'Atlàntic occidental central: el nord-est del Golf de Mèxic i les Antilles.

## Observacions
És inofensiu per als humans.